# هانز فالتر ريكس
هانز فالتر ريكس (بالألمانية: Hans-Walter Rix)‏ (و. 1964 – م) هو عالم فلك، وعالم فيزياء فلكية، وأستاذ جامعي من ألمانيا . ولد في ارلنجن.

## التعليم
تعلم في جامعة أريزونا، وجامعة لودفيش ماكسيميليان في ميونخ

## مناصب وهيئات
أدار جامعة هايدلبرغ.